# Marais breton
Ne doit pas être confondu avec Marais poitevin.
 (juin 2022).
Le Marais breton (ou Marais breton-vendéen, pour la partie vendéenne, par décision du conseil départemental) est une zone géographique humide de France située sur le littoral de l'océan Atlantique. Il marque la limite entre deux anciennes provinces françaises, la Bretagne et le Poitou, et s'étend sur deux départements, la Loire-Atlantique et majoritairement la Vendée, tous deux appartenant à la région administrative des Pays de la Loire.
Le Marais breton est protégé par des digues et des dunes (stabilisées par des pins, forêt des Pays-de-Monts) car dans les alentours de Bouin, par exemple, les terres parfois en dessous du niveau de l'océan étaient autrefois soumises à de fréquents raz-de-marée. Un système de vannage empêchant les eaux salées de remonter dans plusieurs zones du marais a autrefois été également mis en place afin de rendre le marais breton compatible avec l'agriculture. Le marais est un lieu d’observation privilégié, un site reconnu pour sa nature préservée et son tourisme écoresponsable.

## Géographie
Le Marais breton s'étend sur 36 000 hectares comprenant un réseau de canaux (étiers), des prairies humides et des polders d'une grande richesse biologique. Il s'étend, du nord au sud, des communes des Moutiers-en-Retz à Saint-Gilles-Croix-de-Vie sur le littoral et de Machecoul-Saint-Même à Challans dans les terres, à l'est.

## Histoire
À l'origine, la zone faisait partie d'une ancienne grande baie recouverte par l'océan (la baie de Bretagne). Des nombreuses îles parsemant cette baie, seule l'île de Noirmoutier est encore entourée par la mer. Bouin, Sallertaine, l'Île-Chauvet sont d'anciennes îles aujourd’hui rattachées au continent. Au cours de la Préhistoire, une sédimentation fluviale en provenance de la Loire et de la Charente a créé une zone de dépôt à versements successifs fermant la baie peu à peu.
Les premières salines ont été creusées au début de l’ère chrétienne sous l’influence des Romains. Les moines bénédictins du XIe  au  XIIIe siècle entreprirent la construction d'installations salicoles : fosses, étiers. Ils s'installèrent notamment à l'Île-Chauvet, et dans d'autres abbayes.
Le marais était réputé, depuis le Moyen Âge jusqu'au XVIIIe siècle, pour ses marais salants qui ont hissé le Marais breton au rang de plus grand producteur de sel en France (du XVe  au  XVIIIe siècle avec jusqu'à 30 000 tonnes produites par an). La consommation de sel était alors beaucoup plus importante que maintenant car utilisé comme principal agent de conservation des aliments : la salaison était très répandue.
Les deux paroisses qui produisaient à cette époque le plus de sel étaient celles de Bouin et de Bourgneuf. Celui-ci était ensuite exporté principalement vers les pays nordiques par les marchands de la Hanse depuis les ports de Bourgneuf-en-Retz puis du Collet. Mais l'envasement progressif de la baie (provoqué en partie par les tonnes de lest de cale que les navires larguaient avant de charger le sel) mit fin au commerce à grande échelle, l'accès aux ports devenant de plus en plus difficile pour les navires. Cette zone de production est alors progressivement abandonnée au profit des salines de la mer Méditerranée.
L'activité agricole a progressivement supplanté l'activité salicole et engage un réaménagement des marais. L'eau salée est progressivement rejetée vers la mer au profit des eaux de pluie qui remplissent les étiers du marais. De nos jours, l'eau du marais est complètement douce à l'exception de zones situées en bord de mer, comme à La Barre-de-Monts, Beauvoir-sur-Mer, Bouin, Bourgneuf, où l'eau est salée, notamment pour les activités ostréicoles. Des fossés plus larges et moins nombreux ont été aménagés et creusés pour assurer une meilleure irrigation et un bon drainage en hiver du marais breton.
En 1965, les marais de Machecoul, Bois-de-Céné et Saint-Gervais, jusqu'alors gérés en eau salée, bénéficient d'une alimentation estivale en eau douce, acheminée de la Loire par le canal de la Martinière, l'Acheneau et le Tenu. L'eau est ensuite pompée à Machecoul, à la Pommeraie, pour alimenter les marais.

## Culture
Le Marais breton se situe dans la partie sud zone de transition entre le poitevin et le gallo. Son nom local est Le Marô ou Le Maroe selon l'écriture poitevine  UPCP et peut se prononcer [maro] ou [maroj].
Au niveau musical, le Marais breton possède un répertoire de musiques et de danses traditionnelles proches de régions voisines (Bocage vendéen et Haute-Bretagne), et dispose de l'instrument de musique commun au Pays nantais, la veuze (dont l'aire de diffusion correspond à peu près au Pays nantais augmenté des communes vendéennes situées dans le Marais breton) ainsi que d'une danse, la maraîchine.
Pour découvrir la culture maraîchine, l'histoire du Marais et de ses habitants, il existe l'écomusée du Daviaud à La Barre-de-Monts.

## Aujourd'hui
Aujourd'hui les activités ostréicoles ont pris le relais (huîtres Vendée-Atlantique) et le tourisme s'est considérablement développé autour des stations balnéaires de la baie de Bourgneuf (Les Moutiers-en-Retz, Noirmoutier, etc.) et de la côte vendéenne (Saint-Gilles-Croix-de-Vie, Saint-Jean-de-Monts, etc.).
L'activité salicole connaît depuis quelques années un nouveau souffle dans le Marais breton, notamment sur l'île de Noirmoutier, à Beauvoir-sur-Mer, Bouin et à Bourgneuf-en-Retz, dû notamment au regain d'intérêt des activités traditionnelles et au potentiel touristique qu'il suscite, autant que pour la qualité de la production.
Les éoliennes de Bouin mises en service le 18 juin 2003 sont devenues des attractions visibles dans tout le nord du marais. Elles produisent de l'énergie pour près de 20 000 foyers, hors chauffage. L'électricité produite est envoyée directement dans le réseau de distribution électrique  là où il y en a besoin.
En 2018, une démarche participative et consultative réunissant élus, habitants et acteurs du tourisme local, a permis de créer une nouvelle marque territoriale appelée « Le Marô - Marais breton vendéen ». Les objectifs sont multiples : augmenter la notoriété du territoire, fédérer l'ensemble des acteurs autour d'une marque et d'une communication forte et préserver le territoire avec un tourisme écoresponsable, respectant la nature. La démarche a obtenu en février 2020, les palmes du tourisme durable dans la catégorie territoire et destination.

## Marais salants

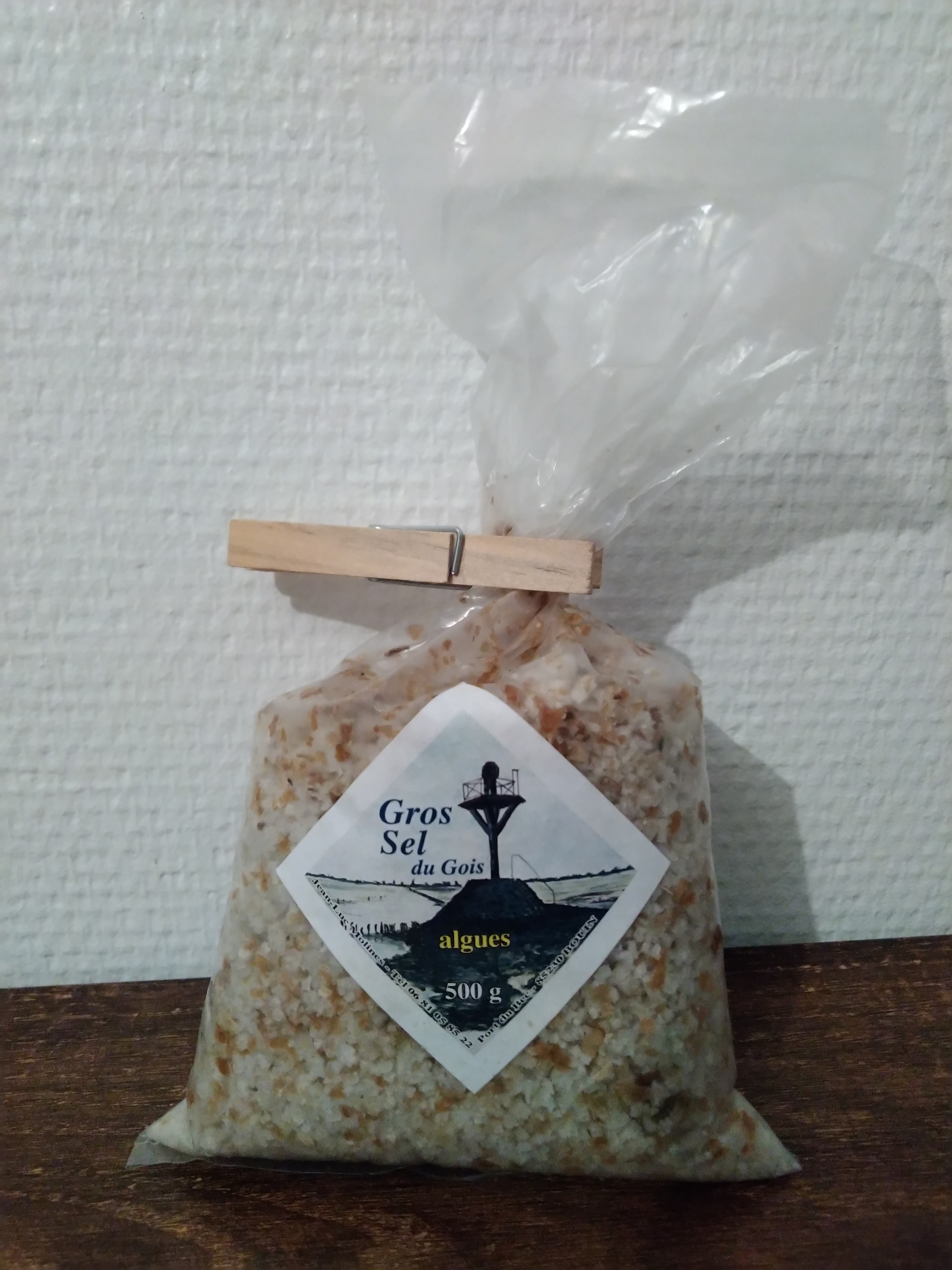
Gros sel du passage du Gois.

Surtout concentrés sur la frange littorale de la baie de Bourgneuf, ils produisent du sel de qualité grâce à plusieurs facteurs :
- facteur géomorphologique : la terre argileuse permet de construire des bassins et des œillets[5] étanches, nécessaires au processus d'évaporation de l'eau. Évaporation favorisée notamment par la propriété qu'a cette terre de restituer la chaleur accumulée ;
- facteur climatique : le temps ensoleillé et les douces brises estivales constituent des conditions idéales pour une récolte régulière du sel.

## Environnement
Selon Natura 2000, le Marais breton fait partie d'un cadre géographique plus large englobant également la forêt domaniale des Pays-de-Monts, la baie de Bourgneuf, et l'île de Noirmoutier.
Cette même zone géographique a été désignée le 2 février 2017, zone humide d’importance internationale au titre de la convention de Ramsar, car le site répond à huit des neuf critères, comme sa représentativité au titre des systèmes d’estrans et de grands marais atlantiques arrière-littoraux, l’accueil d’un nombre important d’oiseaux d’eau, la présence d’espèces rares et menacées.

### Faune
Une faune riche et particulière singularise ce milieu de marais où hérons, aigrettes blanches, busards des roseaux et canards ainsi que des cigognes aux alentours de Machecoul et Fresnay-en-Retz colonisent l’espace. Il y a aussi une grande diversité d'espèces de poissons.  

### Flore
Certaines plantes dites halophiles ne poussent que dans les milieux salés. Dans les marais salants, les espèces végétales sont réparties selon la salinité et la nature du terrain sur lequel elles poussent. La salicorne et l'obione poussent près de l'eau salée en bas des bosses alors que la moutarde noire pousse sur des terrains moins salés sur les bosses.